# ساندرا إسكاسينا
ساندرا إسكاسينا (بالإسبانية: Sandra Escacena)‏ هي ممثلة إسبانية، ولدت في 30 مارس 2001 في مدريد في إسبانيا. اشتهرت بدورها في بطولة فيلم فيرونيكا.

## روابط خارجية
- ساندرا إسكاسينا على موقع IMDb (الإنجليزية)
- ساندرا إسكاسينا على موقع ألو سيني (الفرنسية)
- ساندرا إسكاسينا على موقع قاعدة بيانات الفيلم (الإنجليزية)